# David Nitschmann (Bischof)

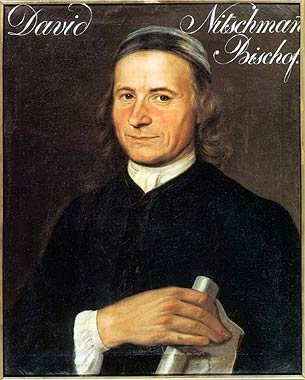
David Nitschmann

David Nitschmann (zur Unterscheidung von namensgleichen Personen in der Herrnhuter Überlieferung meist mit dem Beinamen Bischof oder auch David Nitschmann V.; * 18. Dezember 1695 in Zauchtenthal, Mähren, heute Tschechien; † 8. Oktober 1772 in Bethlehem, Northampton County, Pennsylvania, Dreizehn Kolonien) war ein deutsch-mährischer evangelischer Missionar und erster Bischof der Herrnhuter Brüdergemeine.

## Leben und Wirken
Nitschmann, der zu den in Mähren verfolgten Böhmischen Brüdern gehörte, wurde durch Christian David dazu bewogen, gemeinsam mit seinen Namensvettern, späteren Archivar und 1729 im Gefängnis gestorbenen „Bekenner“, nach Sachsen auszuwandern. Auf dieser Reise waren auch Melchior Zeisberger und Johann Töltschig. Sie kamen am 12. Mai 1724 in Herrnhut an, als gerade die Grundsteinlegung des Gemeinhauses stattfand. Von Christian David lernte er darauf das Zimmerhandwerk. Anschließend war er auf Missionsreisen in Bayreuth, Jena, Mähren, Böhmen, Livland (heute: Lettland) und England.
Im September 1731 begleitete er Nikolaus Ludwig von Zinzendorf zur Krönung von König Christian VI. nach Kopenhagen. Motiviert durch Berichte von Anton Ulrich, eines von dort nach Herrnhut mitgenommenen westindischen Sklaven, über die unhaltbare Situation auf der Karibikinsel Saint Thomas, entschied sich die Brüdergemeine, dort eine Missionsarbeit zu beginnen. Am 21. August 1732 wurden Nitschmann und Johann Leonhard Dober dorthin als Missionare zur Verkündigung des Evangeliums und zum Aufbau einer Missionsstation auf die Insel Saint Thomas in Westindien ausgesandt. Am 15. September kamen sie in Kopenhagen an und erhielten Unterstützung von Gleichgesinnten wie Pfarrer Blum, Reuss, Prinzessin Charlotte Amalie von Dänemark und Conrad Friedrich Martine von der dänischen Westindien Company. Auf einem niederländischen Schiff verließen sie den Hafen am 8. Oktober und kamen am 13. Dezember 1732 auf Saint Thomas an. Sie gründeten dort eine Missionsstation als erste Herrnhuter Missionsstation in Westindien, heute als Karibik bekannt. Wenige Tage später fanden sie Anna und Abraham, eine Schwester und einen Bruder von Anton Ulrich, und konnten ihnen seinen Brief aushändigen. Die beiden wurden ihre ersten Zuhörer und nahmen sie als gottgesandte Lehrer am dritten Adventssonntag auf. Die beiden Missionare versuchten, ihre Lebensumstände denen der Sklaven, unter denen sie missionierten, anzugleichen. Vor der Ausfahrt kam es am Reformierten Missionskolleg in Kopenhagen zu einem Wortwechsel über ihre Rolle unter den Sklaven; Dober und Nitschmann bekundeten nämlich ihre Bereitschaft, sich selbst in die Sklaverei verkaufen zu lassen. Er blieb wahrscheinlich nur 16 Wochen dort, um dem jüngeren Dober beim Einstieg in die Missionsarbeit zu unterstützen., aber die Berichte über ihre Aufenthaltsdauer in West-Indien sind nicht ganz einstimmig, was daran liegen mag, dass auch der Wagner David Nitschmann, sein Onkel, auch eine Zeitlang in Saint Thomas und Saint Croix lebte.
Bekannt ist jedoch, dass die Herrnhuter Mission in Saint Thomas, Saint Croix, in Saint John, in Jamaika, in Antigua, in Barbados und in Saint Kitts für ungefähr fünfzig Jahre ohne die Unterstützung anderer Kirchen oder Institutionen tätig war und etwa 13000 Menschen taufte.
Aber bereits 1734 war Nitschmann jedoch an der Gründung einer Herrnhutischen Gemeine in Holstein beteiligt. Am 13. März 1735 wurde Nitschmann in Berlin von Daniel Ernst Jablonski zum ersten Bischof der erneuerten Brüdergemeine geweiht, mit dabei war auch der polnische Bischof Sitkovius aus der alten Brüdergemeine. Im gleichen Jahr machte er mit einer Gruppe Herrnhuter eine Missionsreise nach Savannah in Georgia und schloss auf dem Schiff Freundschaft mit John und Charles Wesley. John erteilte er auf der Überfahrt Deutschunterricht. Am 28. Februar 1736 ordinierte er in Savannah Anthony Seifferth, es war wahrscheinlich die erste evangelische Ordination in den Dreizehn Kolonien. Im gleichen Jahr kehrte er jedoch wieder nach Deutschland zurück, und er wirkte mit Jablonski an der Einsetzung Zinzendorfs zum Bischof im Jahr 1737 mit. 1738 führte er die Verhandlungen zur Gründung und dem Aufbau der Kolonie Herrnhaag in der Wetterau.
Am 14. Dezember 1740 kam er mit seinem gleichnamigen Onkel, seiner Cousine Anna Nitschmann, Christian Frölich, Anton Seiffert und weiteren Herrnhuter in Nazareth, Pennsylvania, an, wo sie bis März 1741 blieben. Dann konnten sie in der Nähe Land kaufen und gründeten 1741 eine neue Niederlassung, die an Weihnachten 1741 den Namen Bethlehem erhielt. Er half beim Bau der ersten Häuser mit, und diese neue Siedlung wurde zum Hauptsitz der Brüdermeine in den Dreizehn Kolonien und später in den USA.
Nochmals besuchte er 1742 die westindische Insel Saint Thomas. Auf der Rückreise nach Europa 1744 geriet er in spanische Gefangenschaft und wurde nach San Sebastian gebracht. Er kam aber 1745 frei und förderte von 1745 bis 1747 herrnhutische Niederlassungen in Dänemark, Norwegen und Schlesien. 1748 besuchte er erneut Pennsylvania. Von 1749 bis 1754 lebte er in Herrnhaag und kehrte dann dauerhaft nach Pennsylvania zurück, wo er zuerst in Lititz, als Ruheständler ab 1761 wieder in Bethlehem wohnte. Er besuchte viele Gegenden Mittel-, Ost-, Nordeuropas, Westindiens und in den Dreizehn Kolonien, und er unternahm insgesamt fünfzig Reisen auf hoher See. Er starb 1772 in Bethlehem und wurde auf dem Friedhof der Herrnhuter Brüdergemeine (englisch: Moravian Cemetery), Sektion A, Reihe 8, begraben.
Zu seinen Freunden und Korrespondenzpartnern gehörten auch Nikolaus Ludwig von Zinzendorf und August Gottlieb Spangenberg.

## Familie
Am 12. November 1726 heiratete Nitschmann Rosina Schindler. Nach ihrem Tod heiratete er Maria, geborene Leinbach (1722–1810), die Witwe des Westindien−Missionars Friedrich Martin.